# کالمونای
کالمونای (به لاتین: Kalmunai) یک منطقهٔ مسکونی در سری‌لانکا است که در ناحیه امپرا واقع شده‌است.

## خصوصیات
کالمونای ۱۰۶٬۷۸۰ نفر جمعیت دارد.